# كسوف الشمس 31 مارس 2090
سيحدث كسوف جزئي للشمس في 31 مارس 2090. يحدث كسوف الشمس عندما يمر القمر بين الأرض والشمس، وبالتالي يحجب صورة الشمس كليًا أو جزئيًا عن مشاهد على الأرض. يحدث كسوف جزئي للشمس في المناطق القطبية من الأرض عندما يغيب مركز ظل القمر عن الأرض.

## كسوفات أخري ذات صلة

### كسوف الشمس 2087-2090
قالب:Solar eclipse set 2087–2090
| 120 | May 2, 2087 Partial                | 125 | October 26, 2087 Partial |
| 130 | April 21, 2088 Total               | 135 | October 14, 2088 Annular |
| 140 | April 10, 2089 Annular             | 145 | October 4, 2089 Total    |
| 150 | كسوف الشمس في 31 مارس 2090 Partial | 155 | September 23, 2090 Total |

### 150 ساروس
وهي جزء من دورة ساروس 150 وتتكرر كل 18 سنة و 11 يومًا وتحتوي على 71 حدثًا. بدأت السلسلة بكسوف جزئي للشمس في 24 أغسطس عام 1729. يحتوي على كسوف حلقي من 22 أبريل 2126 حتى 22 يونيو 2829. لا توجد كسوفات كاملة في هذه السلسلة. تنتهي السلسلة في العضو 71 ككسوف جزئي في 29 سبتمبر 2991. ستكون أطول مدة للحلقات 9 دقائق و 58 ثانية في 19 ديسمبر 2522.
| تحدث أعضاء السلسلة 11-21 بين عامي 1901 و 2100: | تحدث أعضاء السلسلة 11-21 بين عامي 1901 و 2100: | تحدث أعضاء السلسلة 11-21 بين عامي 1901 و 2100: |
| 11                                             | 12                                             | 13                                             |
| ---------------------------------------------- | ---------------------------------------------- | ---------------------------------------------- |
| </img> </br> 12 ديسمبر 1909                    | </img> </br> 24 ديسمبر 1927                    | </img> </br> 3 يناير 1946                      |
| 14                                             | 15                                             | 16                                             |
| </img> </br> 14 يناير 1964                     | </img> </br> 25 يناير 1982                     | </img> </br> 5 فبراير 2000                     |
| 17                                             | 18                                             | 19                                             |
| </img> </br> 15 فبراير 2018                    | </img> </br> 27 فبراير 2036                    | </img> </br> 9 مارس 2054                       |
| 20                                             | 21                                             |                                                |
| </img> </br> 19 مارس 2072                      | </img> </br> 31 مارس 2090                      |                                                |

### سلسلة تريتوس
هذا الكسوف جزء من دورة تريتوس يتكرر عند العقد المتناوبة كل 135 شهرًا متزامنًا (≈ 3986.63 يومًا، أو 11 عامًا ناقص شهر واحد). مظهره وخط طوله غير منتظمين بسبب عدم التزامهما مع الشهر غير الطبيعي (فترة الحضيض)، لكن مجموعات من 3 دورات تريتوس (33 سنة ناقص 3 أشهر) تقترب (≈ 434.044 شهرًا غير طبيعي)، لذا فإن الكسوف متشابه في هذه التجمعات.
| أعضاء السلسلة بين عامي 1901 و 2100           | أعضاء السلسلة بين عامي 1901 و 2100           | أعضاء السلسلة بين عامي 1901 و 2100           | أعضاء السلسلة بين عامي 1901 و 2100 |
| -------------------------------------------- | -------------------------------------------- | -------------------------------------------- | ---------------------------------- |
| </img> </br>9 سبتمبر 1904 </br> (ساروس 133)  | </img> </br> 10 أغسطس 1915 </br> (ساروس 134) | </img> </br> 9 يوليو 1926 </br> (ساروس 135)  |                                    |
| </img> </br> 8 يونيو 1937 </br> (ساروس 136)  | </img> </br> 9 مايو 1948 </br> (ساروس 137)   | </img> </br> 8 أبريل 1959 </br> (ساروس 138)  |                                    |
| </img> </br> 7 مارس 1970 </br> (ساروس 139)   | </img> </br> 4 فبراير 1981 </br> (ساروس 140) | </img> </br> 4 يناير 1992 </br> (ساروس 141)  |                                    |
| </img> </br> 4 ديسمبر 2002 </br> (ساروس 142) | </img> </br> 3 نوفمبر 2013 </br> (ساروس 143) | </img> </br> 2 أكتوبر 2024 </br> (ساروس 144) |                                    |
| </img> </br> 2 سبتمبر 2035 </br> (ساروس 145) | </img> </br> 2 أغسطس 2046 </br> (ساروس 146)  | </img> </br> 1 يوليو 2057 </br> (ساروس 147)  |                                    |
| </img> </br> 31 مايو 2068 </br> (ساروس 148)  | </img> </br> 1 مايو 2079 </br> (ساروس 149)   | </img> </br> 31 مارس 2090 </br> (ساروس 150)  |                                    |

### دورة ميتونيك
تتكرر سلسلة ميتونيك الكسوف كل 19 عامًا (6939.69 يومًا)، وتدوم حوالي 5 دورات. يحدث الكسوف في نفس تاريخ التقويم تقريبًا، وبالإضافة إلى ذلك تكرر سلسلة اوكتون الفرعية 1/5 هذه المدة أو كل 3.8 سنوات (1387.94 يومًا).
| 21 من أحداث الكسوف بين 12 يونيو 2029 و 12 يونيو 2105 | 21 من أحداث الكسوف بين 12 يونيو 2029 و 12 يونيو 2105 | 21 من أحداث الكسوف بين 12 يونيو 2029 و 12 يونيو 2105 | 21 من أحداث الكسوف بين 12 يونيو 2029 و 12 يونيو 2105 | 21 من أحداث الكسوف بين 12 يونيو 2029 و 12 يونيو 2105 |
| 11-12 يونيو                                          | 30-31 مارس                                           | 16 يناير                                             | 4-5 نوفمبر                                           | من 23 إلى 24 أغسطس                                   |
| 118                                                  | 120                                                  | 122                                                  | 124                                                  | 126                                                  |
| ---------------------------------------------------- | ---------------------------------------------------- | ---------------------------------------------------- | ---------------------------------------------------- | ---------------------------------------------------- |
| </img> </br> 12 يونيو 2029                           | </img> </br> 30 مارس 2033                            | </img> </br> 16 يناير 2037                           | </img> </br> 4 نوفمبر 2040                           | </img> </br> 23 أغسطس 2044                           |
| 128                                                  | 130                                                  | 132                                                  | 134                                                  | 136                                                  |
| </img> </br> 11 يونيو 2048                           | </img> </br> 30 مارس 2052                            | </img> </br> 16 يناير 2056                           | </img> </br> 5 نوفمبر 2059                           | </img> </br> 24 أغسطس 2063                           |
| 138                                                  | 140                                                  | 142                                                  | 144                                                  | 146                                                  |
| </img> </br> 11 يونيو 2067                           | </img> </br> 31 مارس 2071                            | </img> </br> 16 يناير 2075                           | </img> </br> 4 نوفمبر 2078                           | </img> </br> 24 أغسطس 2082                           |
| 148                                                  | 150                                                  | 152                                                  | 154                                                  |                                                      |
| </img> </br> 11 يونيو 2086                           | </img> </br> 31 مارس 2090                            | </img> </br> 16 يناير 2094                           | </img> </br> 4 نوفمبر 2097                           |                                                      |

## روابط خارجية
قالب:Solar eclipse NASA reference